# Estación Trupán
Trupán es una antigua estación de ferrocarriles ubicada en el pueblo homónimo, en la comuna chilena de Tucapel.  Formaba parte del Ramal Monte Águila-Polcura que se encuentra levantado. Se encuentra cercana a la Cordillera de los Andes y a la laguna Trupán.
La estación fue suprimida mediante decreto del 11 de junio de 1976.